# Tiste
Tiste er en kommune med knap 900 indbyggere (2013) i den sydøstlige del af Samtgemeinde Sittensen, i den østlige centrale del af Landkreis Rotenburg (Wümme), i den nordlige del af den tyske delstat Niedersachsen.

## Geografi
Tiste ligger mellem Hamburg og Bremen, lige øst for samtgemeindens administrationsby Sittensen, ved floden Oste. Kommunen grænser mod øst op til Landkreis Harburg. I kommunen, sydøst for byen, ligger naturreservatet (naturschutzgebiet) Tister Bauernmoor(de) der er et 570 hektar stort højmoseområde, der er et af de største vinterkvarterer for traner; i 2008 blev der talt omkring 5000 traner i området.